# Omar McLeod
Omar McLeod (Kingston, 25 de abril de 1994) é um velocista e barreirista jamaicano, campeão olímpico e mundial dos 110 m c/ barreiras.
Estudante na Universidade do Arkansas, até 2015 corria apenas nos campeonatos universitários norte-americanos, tornando-se profissional apenas naquele ano e perdendo elegibilidade para os campeonatos da NCAA. Em julho venceu os 110 m c/ barreiras no Campeonato Jamaicano de Atletismo, com a marca de 12.97, seu melhor tempo pessoal, quebrando a barreira dos 13 s pela primeira vez. Disputou a prova no Mundial de Pequim 2015 mas ficou apenas em sexto lugar.  Em março de 2016 venceu os 60 m com barreiras no Campeonato Mundial de Atletismo em Pista Coberta realizado em Portland, fazendo o melhor tempo do mundo no ano – 7.41 –  e em agosto, nos Jogos da Rio 2016, tornou-se campeão olímpico dos 110 m c/ barreiras vencendo a prova em 13.05 e conquistando a medalha de ouro.
Foi campeão mundial em Londres 2017 com a marca de 13:04, completando o trio de títulos globais, Jogos Olímpicos, Campeonato Mundial de Atletismo e Campeonato Mundial de Atletismo em Pista Coberta.